# ダグラス郡 (イリノイ州)

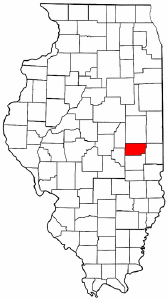
イリノイ州内の位置

ダグラス郡 (Douglas County) は、アメリカ合衆国イリノイ州に位置する郡である。人口は約19,820人（2015年推計）である。郡庁所在地はw:Tuscola, Illinoisである。

## 地理
アメリカ合衆国統計局によると、この郡は総面積1,081 km2 (417 mi2) である。このうち1,080 km2 (417 mi2) が陸地で1 km2 (1 mi2) が水地域である。総面積の0.13%が水地域となっている。

## 人口動静
2000年国勢調査で、この郡は人口19,922人、7,574世帯、及び5,476家族が暮らしている。人口密度は18/km2 (48/mi2) である。7/km2 (19/mi2) の平均的な密度に8,005軒の住宅が建っている。この郡の人種的な構成は白人97.25%、アフリカン・アメリカン0.30%、先住民0.16%、アジア0.26%、太平洋諸島系0.01%、その他の人種1.32%、及び混血0.70%である。ここの人口の3.46%はヒスパニックまたはラテン系である。
この郡内の住民は27.00%が18歳未満の未成年、18歳以上24歳以下が8.00%、25歳以上44歳以下が26.80%、45歳以上64歳以下が22.10%、及び65歳以上が16.00%にわたっている。中央値年齢は37歳である。女性100人ごとに対して男性は94.40人である。18歳以上の女性100人ごとに対して男性は92.00人である。
この郡の世帯ごとの平均的な収入は39,439米ドルであり、家族ごとの平均的な収入は46,117米ドルである。男性は33,079米ドルに対して女性は21,774米ドルの平均的な収入がある。この郡の一人当たりの収入 (per capita income) は18,474米ドルである。人口の6.40%及び家族の4.20%は貧困線以下である。全人口のうち18歳未満の7.90%及び65歳以上の7.60%は貧困線以下の生活を送っている。

## 都市及び町
- ニューマン
- Arcola
- Arthur
- Atwood
- Camargo
- Garrett
- Hindsboro
- Tuscola
- Villa Grove

1. ↑   Find a County, National Association of Counties 2011年6月7日閲覧。
2. ↑   American FactFinder, United States Census Bureau 2008年1月31日閲覧。